# حرب طرابلس 2019- 2020
حرب طرابلس أو معركة طرابلس هي عمليات عسكرية اندلعت في أبريل 2019 واستمرت بشكل متواصل مع بعض التقطعات حتى يونيو 2020 وحدثت المواجهات بعد هجوم قوات الجيش الوطني الليبي لمحاولة السيطرة على العاصمة الليبية وقوبل الهجوم بمقاومة من قوات حكومة الوفاق الوطني الليبية وانتهت الحرب بانسحاب قوات الجيش واستعادة حكومة الوفاق الوطني الليبية للسيطرة على مناطق غرب ليبيا.

## بدابة المواجهات
اندلعت في أبريل 2019 مواجهات مسلحة مع اندلاع حرب طرابلس 2019- 2020 وذلك بعد سيطرة قوات الجيش الذي يقوده خليفة حفتر على عدة مدن ومناطق وبلدات في غرب ليبيا وتمكنها من شن عملية عسكرية تهدف للسيطرة على العاصمة الليبية طرابلس.
واستمرت المواجهات المسلحة بين قوات خليفة حفتر والمجموعات المسلحة التابعة لحكومة الوفاق الوطني الليبية التي تسيطر على طرابلس حتى يونيو 2020 عندما انسحبت قوات الجيش الوطني الذي يقوده خليفة حفتر من مناطق غرب ليبيا وذلك بعد تحالف حكومة الوفاق الوطني الليبية مع دولة تركيا وتدخل الأخيرة لدعم الحكومة المعترف بها دوليا ضد الجيش الوطني الليبي الذي كان مدعوما من مصر والإمارات وفرنسا.

## مؤتمر برلين
بدأت المشاورات حول ليبيا من قبل الحكومة الألمانية ورئيس بعثة الأمم المتحدة للدعم في ليبيا والمبعوث الخاص للأمين العام للأمم المتحدة في ليبيا، غسان سلامة، في سبتمبر 2019.
وتعتبر عملية برلين الخطوة الثانية من مبادرة الخطوات الثلاث التي أعلنها الممثل الخاص للأمين العام في إحاطته لمجلس الأمن يوم 29 يوليو 2019.
وشاركت الأمم المتحدة في العملية إلى جانب حكومة ألمانيا التي استضافت الحدث وقدمت دعما دبلوماسيا للمؤتمر.
وفي 19 يناير 2020، جمع مؤتمر برلين الدولي حول ليبيا، بدعوة من المستشارة أنجيلا ميركل، حكومات الجزائر والصين ومصر وفرنسا وألمانيا وإيطاليا وروسيا وتركيا وجمهورية الكونغو والإمارات العربية المتحدة والمملكة المتحدة والولايات المتحدة الأمريكية وممثلين عن الأمم المتحدة، بما في ذلك الأمين العام وممثله الخاص في ليبيا والاتحاد الأفريقي والاتحاد الأوروبي وجامعة الدول العربية.
تمثلت الأهداف الرئيسية للمؤتمر في التوصل إلى توافق في الآراء بين الدول المعنية بالأزمة الليبية لتأمين مظلة دولية لحماية الحوارات الليبية حول مستقبل البلد.
وانتهى المؤتمر بإصدار بيان مكون من 55 نقطة
نص البيان:
1- نؤكد من جديد التزامنا القوي بسيادة ليبيا واستقلالها وسلامتها الإقليمية ووحدتها الوطنية. ونؤكد أن العملية السياسية التي تقودها ليبيا والليبيين هي وحدها القادرة على إنهاء الصراع وتحقيق السلام الدائم.
2- لا يزال الصراع في ليبيا، وعدم الاستقرار في البلاد، والتدخلات الخارجية، والانقسامات المؤسسية، وانتشار عدد كبير من الأسلحة غير الخاضعة للرقابة، والاقتصاد القائم على النهب، مصادر تهدد السلم والأمن الدوليين، عبر توفير أرض خصبة لعمل المهربين، والجماعات المسلحة، والمنظمات الإرهابية. ونحن ملتزمون بدعم الليبيين في معالجة تلك القضايا المتعلقة بإدارة الدولة والأمن.
3- شاركنا في "عملية (مؤتمر برلين) لدعم خطة النقاط الثلاث المقدمة من غسان سلامة، الممثل الخاص للأمين العام للأمم المتحدة في ليبيا، إلى مجلس الأمن، والرامية إلى مساعدة الأمم المتحدة في توحيد المجتمع الدولي تجاه دعم الحل السلمي للأزمة في ليبيا. فلا يمكن أن يكون هناك حل عسكري في ليبيا.
4- نلتزم بالامتناع عن التدخل في النزاع المسلح أو في الشؤون الداخلية لليبيا ونحث جميع الجهات الدولية الفاعلة على اتخاذ الموقف ذاته.
5- ندرك الدور المركزي للأمم المتحدة في تسهيل عملية سياسية شاملة ومصالحة داخل ليبيا، بناء على الاتفاق السياسي الليبي لعام 2015 (اتفاق الصخيرات) ومؤسساتها، وقرار مجلس الأمن رقم 2259 للعام 2015، وقرارات مجلس الأمن الأخرى ذات الصلة، والمبادئ المتفق عليها في باريس وباليرمو وأبوظبي.
6- نرحب بتنظيم الاتحاد الإفريقي لمنتدى المصالحة في ربيع عام 2020.
7- ندعم بشكل كامل المساعي الحميدة وجهود الوساطة التي تبذلها بعثة الأمم المتحدة للدعم في ليبيا، وغسان سلامة. ونؤكد أن الحل الدائم في ليبيا يتطلب مقاربة شاملة تعالج الجوانب المختلفة (للأزمة).
8- نرحب بالتخفيف الملحوظ في حدة العنف منذ 12 يناير/ كانون الثاني الجاري، والمفاوضات التي أجريت في موسكو في 13 يناير، وكذلك جميع المبادرات الدولية الأخرى التي تهدف إلى تمهيد الطريق نحو اتفاق لوقف إطلاق النار. وندعو جميع الأطراف المعنية إلى مضاعفة جهودها من أجل وقف الأعمال القتالية ووقف التصعيد ووقف إطلاق النار بشكل دائم ومستمر.
9- نؤكد مجددا على المهمة الحيوية للممثل الخاص للأمين العام للأمم المتحدة (في ليبيا)، وندعو إلى اتخاذ خطوات موثوقة وقابلة للتحقق ومتسلسلة، نحو تفكيك الجماعات المسلحة والميليشيات من قبل جميع الأطراف وفقًا للمادة 34 من اتفاق الصخيرات وقراري مجلس الأمن رقما 2420 و2486.
10- ندعو إلى إعادة نشر الأسلحة الثقيلة والمدفعية والمركبات الجوية (في ليبيا) وتجميعها.
11- ندعو إلى إنهاء جميع النشاطات العسكرية من قبل أطراف النزاع، أو من خلال دعمهم المباشر لها، في جميع أنحاء ليبيا بدءا من بداية عملية وقف إطلاق النار.
12- ندعو إلى اتخاذ تدابير لبناء الثقة (بين أطراف النزاع)، مثل تبادل الأسرى ورفات الضحايا.
13- ندعو إلى عملية شاملة لنزع سلاح الجماعات المسلحة والميليشيات في ليبيا وإدماج الأفراد المناسبين في مؤسسات الدولة المدنية والأمنية والعسكرية، وندعو الأمم المتحدة إلى المساعدة في هذه العملية.
14- نؤكد على الحاجة إلى مكافحة الإرهاب بكل الوسائل ووفقا لميثاق الأمم المتحدة والقانون الدولي، وندعو جميع الأطراف إلى الانفصال عن الجماعات الإرهابية المدرجة على قائمة الأمم المتحدة.
15- ندعو إلى تطبيق قرار مجلس الأمن رقم 2368 والقرارات الأخرى ذات الصلة المتعلقة بـ (داعش) وتنظيم القاعدة والأفراد والجماعات والكيانات المعنية، لا سيما الأحكام المتعلقة بحظر السفر وتجميد الأصول المالية أوالموارد الاقتصادية للأفراد والكيانات المعنية، دون أي تأجيل.
16- ندعو الأمم المتحدة إلى تسهيل مفاوضات وقف إطلاق النار بين الأطراف، من خلال الإنشاء الفوري للجان فنية لرصد تنفيذ وقف إطلاق النار والتحقق منه.
17- نناشد مجلس الأمن الدولي فرض عقوبات مناسبة على أولئك الذين يتبين أنهم ينتهكون اتفاق وقف إطلاق النار وإنفاذها من قبل الدول الأعضاء في المجلس.
18- ندعو الدول الأعضاء (في مجلس الأمن) إلى الالتزام بدعم بعثة الأمم المتحدة في ليبيا تماشيا مع قرار مجلس الأمن رقم 2486 لعام 2019، ودعم البعثة بالمعدات والأفراد اللازمين لضمان فعالية دعم عملية وقف إطلاق النار.
19- نلتزم بالاحترام والتنفيذ الكاملين لحظر الأسلحة المفروض بموجب قرار مجلس الأمن التابع للأمم المتحدة رقم 1970 لعام 2011، وقرارات المجلس اللاحقة، بما في ذلك نقل الأسلحة من ليبيا، ونطالب جميع الجهات الدولية الفاعلة أن تتخذ الخطوة ذاتها.
20- ندعو جميع الجهات الفاعلة إلى الامتناع عن أي أنشطة تؤدي إلى تفاقم الصراع أو تتعارض مع قرار حظر الأسلحة الذي يفرضه مجلس الأمن التابع للأمم المتحدة أو وقف إطلاق النار، بما في ذلك التمويل العسكري أو تجنيد المرتزقة.
21- نكرر دعوتنا لوقف أي دعم للأفراد أو الجماعات المصنفة إرهابية بموجب قرارات الأمم المتحدة، ونؤكد على ضرورة محاسبة جميع مرتكبي الأعمال الإرهابية.
22- نلتزم في حدود قدراتنا، بالجهود المبذولة لتعزيز آليات المراقبة الحالية من قبل الأمم المتحدة والسلطات الوطنية والدولية المختصة، بما في ذلك المراقبة البحرية والجوية والبرية، إضافة إلى توفير موارد إضافية، لاسيما صور الأقمار الصناعية.
23- نلتزم بإبلاغ بعثة الأمم المتحدة في ليبيا، ومجلس الأمن التابع للأمم المتحدة، ولجنتها المنشأة عملاً بالقرار 1970 لعام 2011، وفريق الخبراء التابع لها والمكون عملاً بالقرار 1973 للعام نفسه، بشأن الانتهاكات المحتملة لقرار حظر الأسلحة، بما في ذلك من تبادل للمعلومات الاستخباراتية، وندعو جميع المنظمات الدولية إلى الحذو حذونا.
24- ندعو جميع الأطراف الفاعلة إلى تطبيق وإنفاذ عقوبات مجلس الأمن، ضد أولئك الذين يتبين أنهم ينتهكون حظر الأسلحة الذي فرضه مجلس الأمن أو وقف إطلاق النار، اعتباراً من هذا اليوم (19 يناير) فصاعدًا.
25- ندعم الاتفاق السياسي الليبي كإطار عملي للحل السياسي في ليبيا. كما ندعو إلى إنشاء مجلس رئاسي فعال وتشكيل حكومة ليبية واحدة موحدة وشاملة وفعالة يصدق عليها مجلس النواب.
26- نحث جميع الأطراف الليبية على استئناف العملية السياسية الشاملة التي تقودها وتمتلكها ليبيا، تحت رعاية البعثة الأممية في ليبيا والانخراط فيها بطريقة بناءة، ما يمهد الطريق لإنهاء الفترة الانتقالية من خلال انتخابات برلمانية ورئاسية حرة ونزيهة وشاملة وذات مصداقية، تقوم بتنظيمها لجنة انتخابات وطنية عليا مستقلة وفعالة.
27- نشجع المشاركة الكاملة والفعالة والهادفة للنساء والشباب في جميع الأنشطة المتعلقة بالتحول الديمقراطي في ليبيا وحل النزاعات وبناء السلام.
28- نحث جميع الجهات الفاعلة على استعادة واحترام ووحدة المؤسسات التنفيذية والتشريعية والقضائية وغيرها من مؤسسات الدولة الليبية.
29- ندعو إلى توزيع عادل ومنصف وشفاف لموارد الثروة بين مختلف المناطق الجغرافية الليبية، من خلال اللامركزية ودعم البلديات.
30- ندعو مجلس الأمن الدولي والاتحاد الإفريقي وجامعة الدول العربية والاتحاد الأوروبي إلى التحرك ضد المخربين الليبيين في العملية السياسية، تماشيا مع قرارات مجلس الأمن ذات الصلة.
31- نحث جميع الأطراف الليبية على زيادة مشاركتها في جهود الوساطة والمصالحة بين مجتمعات فزان (جنوب غرب) المحلية ودعمها، من أجل إعادة بناء النسيج الاجتماعي في منطقة مهملة منذ فترة طويلة.
32- نؤكد الدور الهام للبلدان المجاورة في عملية تحقيق الاستقرار في ليبيا.
33- نلتزم باستخدام جميع الاتصالات الثنائية لحث جميع الأطراف الليبية على الدخول في وقف إطلاق النار والانخراط في العملية السياسية الليبية تحت رعاية البعثة الأممية.
34- نلتزم بقبول ودعم نتائج هذه العملية السياسية الليبية.
35- ندعو إلى استعادة احتكار الدولة للاستخدام المشروع للقوة.
36- نؤيد تشكيل قوات أمن وشرطة وقوات عسكرية ليبية موحدة تحت سلطة مدنية مركزية، بناء على محادثات القاهرة ومخرجاتها..
37 - نؤكد على أهمية استعادة واحترام وحماية النزاهة والوحدة والحكم القانوني لجميع المؤسسات السيادية الليبية، لاسيما البنك المركزي الليبي، وهيئة الاستثمار الليبية، وشركة النفط الوطنية، وديوان المحاسبة.
38- نلتزم، بناء على طلب من السلطات الليبية وعملا بمبادئ الملكية الوطنية، بتقديم المساعدة التقنية لتحسين معايير الشفافية والمساءلة والفعالية، وجعل هذه المؤسسات متوافقة مع المعاييرالدولية، بما في ذلك عمليات التدقيق، والسماح بحوار ليبي داخلي يحضره ممثلون عن مؤسسات الدولة بشأن التظلمات المتعلقة بتوزيع إيرادات ليبيا.
39- نؤكد على أن المؤسسة الوطنية للنفط هي شركة النفط المستقلة والشرعية الوحيدة في ليبيا، تماشيا مع قراري مجلس الأمن التابع للأمم المتحدة رقم 2259 لعام 2015 وقرار 2441 لعام 2018.
ونحث جميع الأطراف على مواصلة ضمان أمن منشآتها والامتناع عن أي أعمال عدائية ضد جميع المنشآت النفطية والبنية التحتية. ونرفض أي محاولة لإتلاف البنية التحتية النفطية الليبية، وأي استغلال غير مشروع لمواردها من الطاقة، التي تخص الشعب الليبي، من خلال بيع أو شراء النفط الخام الليبي ومشتقاته خارج سيطرة شركة النفط الوطنية. وندعو إلى التوزيع العادل والشفاف لإيرادات النفط.
40ـ ندعم الحوار الاقتصادي مع ممثلي المؤسسات المالية والاقتصادية الليبية، ونشجع على تنفيذ الإصلاحات الاقتصادية الهيكلية. ولتسهيل هذا الحوار، نؤيد إنشاء لجنة اقتصادية شاملة تتكون من خبراء ومسؤولين ليبيين تعكس التنوع المؤسسي والجغرافي للبلاد.
41- نؤيد تمكين بلديات ليبيا ونحث السلطات المركزية على الالتزام الكامل بتوفير المخصصات المالية اللازمة لدعم الحكم المحلي، لاسيما في الجنوب.
42- نشجع على إنشاء آلية لإعادة الإعمار في ليبيا تدعم التنمية وإعادة الإعمار في جميع المناطق تحت رعاية حكومة جديدة وموحدة تمارس سلطتها على جميع الأراضي الليبية، لتطوير المناطق المتأثرة بشدة مع إعطاء الأولوية لمشاريع إعادة الإعمار في مدن بنغازي ودرنة ومرزوق وصبحا وسرت وطرابلس.
43 ـ نذكر بأن مجلس الأمن قام بتجميد أصول هيئة الاستثمار الليبي، بهدف الحفاظ عليها لصالح الشعب الليبي. ونؤكد الحاجة إلى مراجعة مالية للمؤسسات المالية والاقتصادية الليبية لدعم جهود إعادة توحيدها، ومساعدة السلطات الليبية ذات الصلة على تعزيز سلامة ووحدة هيئة الاستثمار.
44- نحث جميع الأطراف في ليبيا على الاحترام الكامل للقانون الإنساني الدولي وقانون حقوق الإنسان، وحماية المدنيين والبنية التحتية المدنية، بما في ذلك المطارات، لضمان وصول المساعدات الطبية، ووصول مراقبي حقوق الإنسان وموظفي المساعدة الإنسانية واتخاذ الإجراءات اللازمة لحماية السكان المدنيين، بمن فيهم النازحون داخليا والمهاجرون واللاجئون وطالبو اللجوء والسجناء.
45 - يعد الافتقار إلى الإجراءات القانونية الواجبة في أداء النظام القضائي الوطني، بما في ذلك في السجون، أحد العوامل المساهمة في حالة حقوق الإنسان الإنسانية المتقلبة والخطيرة. وندعو إلى متابعة السلطات الليبية لفحص جميع المحتجزين والسجناء الخاضعين لوزارة العدل والشرطة القضائية من أجل تعزيز عمل المؤسسات القضائية والإفراج عن المحتجزين بصورة غير قانونية أو تعسفية.
46- نحث جميع الأطراف على وضع حد لممارسة الاحتجاز التعسفي ونطالب السلطات الليبية على وضع إجراءات بديلة للاحتجاز، لا سيما بالنسبة لأولئك الذين يعيشون في مناطق النزاع شديدة الخطورة، وإغلاق مراكز احتجاز المهاجرين وطالبي اللجوء تدريجيا مع تعديل التشريعات الليبية المتعلقة بالهجرة واللجوء لتتناسب مع القانون الدولي والمعايير والمبادئ المعترف بها دوليا.
47- نؤكد على ضرورة مساءلة جميع الذين انتهكوا أحكام القانون الدولي، بما في ذلك الاستخدام العشوائي للقوة ضد المدنيين، والهجمات على المناطق السكنية المكتظة بالسكان، والقتل خارج نطاق القضاء، والاختطاف والاختفاء القسري، والعنف الجنسي القائم على التفرقة بين الجنسين، والتعذيب وسوء المعاملة والاتجار بالبشر والعنف ضد المهاجرين واللاجئين وإساءة معاملتهم.
48- نحث جميع الأطراف على الامتناع عن أي دعوة إلى الكراهية القومية أو العنصرية أو الدينية، والتي تشكل تحريضا على التمييز أو العداوة أو العنف، بما في ذلك من خلال استخدام وسائل التواصل الاجتماعي.
49- نلتزم بدعم عمل المؤسسات الليبية لتوثيق انتهاكات القانون الإنساني الدولي وقانون حقوق الإنسان.
50- نشجع السلطات الليبية على المضي قدمًا في تعزيز عمل مؤسسات العدالة الانتقالية، بما في ذلك مبادرات المقاضاة والتعويضات وتقصي الحقائق والإصلاح المؤسسي، والتي ينبغي أن تتماشى مع المعايير والمبادئ المعترف بها دوليا.
51- ندعو الأمين العام للأمم المتحدة وممثله الخاص في ليبيا ورئيس عملية (مؤتمر) برلين لإبلاغ الليبيين بنتيجة هذه العملية والمؤتمر.
نرحب بأن رئيس الوزراء (فائز) السراج واللواء (المتقاعد خليفة) حفتر قد رشحا ممثليهما في اللجنة العسكرية 5 + 5 التي اقترحتها بعثة الأمم المتحدة في ليبيا. ومن أجل السماح بإجراء محادثات جوهرية وجادة في لجنة 5 + 5، يعلن جميع المشاركين في المؤتمر أنهم سوف يمتنعون عن أي عمليات انتشار عسكرية أو عمليات عسكرية أخرى طالما يتم احترام الهدنة.
52- نعرب عن دعمنا الكامل لتفعيل هذه المخرجات المعلنة من قبل الممثل الخاص للأمين العام في ليبيا.
53- نتفق على أن مؤتمر برلين حول ليبيا هو خطوة مهمة في عملية أوسع نطاقا بقيادة ليبية تهدف إلى وضع نهاية حاسمة للأزمة الليبية من خلال معالجة شاملة للدوافع الكامنة وراء الصراع.
54- اتفقنا على إنشاء لجنة متابعة دولية تتألف من جميع الدول والمنظمات الدولية التي شاركت في مؤتمر برلين حول ليبيا من أجل الحفاظ على التنسيق عقب المؤتمر، وتحت رعاية الأمم المتحدة، وسوف تجتمع اللجنة على مستويين:
الأول: جلسة عامة واحدة على مستوى كبار المسؤولين، تجتمع شهريا مع رئيسها من بعثة الأمم المتحدة لدعم ليبيا، إضافة إلى رئيس مشارك بالتناوب. وستكون اللجنة مسؤولة عن تتبع التقدم المحرز لمخرجات المؤتمر، وممارسة الضغط عند الضرورة. وفي نهاية كل جلسة، سيتم تقديم مذكرة بالإنجازات أو الالتزامات.
الثاني: أربعة فرق تقنية عاملة: تعقد اجتماعات مغلقة مع الخبراء مرتين شهريا خلال مراحل التنفيذ الأولى. وسيقود كل مجموعة ممثل للأمم المتحدة. وفي الجلسات المغلقة، سيقوم المشاركون بمعالجة العقبات التي تعترض عمليات التنفيذ، وتبادل المعلومات ذات الصلة، والتنسيق دون المساس بولاية مجلس الأمن.
55- سنوجه انتباه مجلس الأمن التابع للأمم المتحدة إلى مخرجات مؤتمر برلين حول ليبيا للنظر فيها، وندعو الممثل الخاص للأمين العام للأمم المتحدة في ليبيا غسان سلامة والبعثة الأممية هناك لدعم تنفيذ الالتزامات التي تمت في إطار مؤتمر برلين.

## نهاية الحرب
خلال فترة الحرب حدثت تطورات مختلفة وتقدم وتراجع متكرر لكلا طرفي الأزمة إلا أن نهاية الحرب كانت بتراجع قوات الجيش الوطني نحو الشرق وتقدم قوات حكومة الوفاق وعقد حوارات بمسارات سياسية وعسكرية واقتصادية وملتقى الحوار الوطني الليبي الذي انتهى بتشكيل حكومة الوحدة الوطنية الليبية برعاية بعثة الأمم المتحدة إلى ليبيا ووضعت هذه الحوارات السياسية نهاية للحرب في طرابلس التي استمرت لنحو 14 شهرا.

## إعلان القاهرة 2020
وفي يونيو 2020 أعلن الرئيس المصري عبد الفتاح السيسي مبادرة جديدة سميت «إعلان القاهرة» لحل الأزمة الليبية، بحضور قائد الجيش الوطني الليبي خليفة حفتر ورئيس مجلس النواب الليبي عقيلة صالح.
واعتبر السيسي أن إعلان القاهرة هو مبادرة سياسية ومشتركة وشاملة وبداية مرحلة جديدة لعودة الحياة الطبيعية والآمنة إلى ليبيا".
وشملت بنود الإعلان على
● التأكيد على وحدة الأراضي الليبية واستقلالها، واحترام الجهود الدولية وقرارات مجلس الأمن، والتزام الأطراف بوقف إطلاق النار اعتبارا من 8 يونيو 2020.
● ارتكاز المبادرة على مخرجات مؤتمر برلين، التي أنتجت حلا سياسيا يتضمن خطوات تنفيذية واضحة (المسارات السياسية والأمنية والاقتصادية)، واحترام حقوق الإنسان، واستثمار مخرجات المؤتمر من توافقات بين زعماء الدول المعنية بالأزمة الليبية.
● استكمال أعمال مسار اللجنة العسكرية (5+5) بجنيف، برعاية الأمم المتحدة، وقيام الأمم المتحدة والمجتمع الدولي بإلزام كل الجهات الأجنبية بإخراج المرتزقة الأجانب من الأراضي الليبية،
● تفكيك الميليشيات وتسليم أسلحتها، حتى تتمكن القوات المسلحة بالتعاون مع الأجهزة الأمنية من الاضطلاع بمسؤولياتها ومهامها العسكرية والأمنية في البلاد.